# Мбомбо
Мбомбо (такође познат и као Бумба и Мбомба) је бог у религији и митологији Куба (Бушонго) народа из центра Африке који су живели на локацији данашње Демократске Републике Конго. Мбомбо је бог креатор универзума, који је повратио Сунце, Месец и звезде. Мбомбо је приказан као див са белом бојом коже.

## Мит о креирању
Када је настао Мбомбо, планета је била покривена мраком и мрачним водама. У креационом миту Куба народа, Мбомбо је био представљен као див беле коже који је био болестан милионима година. Разлог ове болести била је усамљеност. Одједном, Мбомбо је осетио велику бол у стомаку, и повратио је Сунце. Топлота сунца је осушила мрачне воде и почела су се назирати брда и планине. Мбомбо је затим повратио Месец, а потом и звезде. Коначно, Мбомбо је повратио девет животиња: леопарда, званог Кој Бумба; орла, званог Понга Бумба; крокодила, званог Ганда Бумба; рибу, звану Јо Бумба; корњачу, звану Коно Бумба; црну животињу сличну леопарду, звану Цеце Бумба; чапљу, звану Њањи Бумба; козу, звану Буди; и неименованог скарабеја. Мбомбо је такође повратио и много људи, од којих је један - Локо Јима, био бео као Мбомбо.
Животиње које су настале од Бумбе, затим су креирале све остале животиње. Чапља је створила све птице осим једне, луње, а крокодил је створио све змије и игуану. Коза је створила све рогате животиње, скарабеј је створио све инсекте, а риба све рибе.
Тројица Мбомбових синова, Њоње Нгана, Чонганда, и Чеди Бумба су обећали оцу да ће довршити креацију Земље. Бумбин први син Њоње Нгана је створио беле мраве, али је затим преминуо. У његову част, мрави су пошли у дубоку земљу да нађу право земљиште да га сахране, и од тад су остали у земљи, трансформишући некад пусти песак у плодно земљиште. Бумбин други син, Чонганда, креирао је једну зелену стабљику и одлучио је да више не жели да креира. Сео је поред свог оца и посматрао како та једна стабљика расте, шири се и претвара се у сво дрвеће, траву и жбуње на Земљи. Бумбин најмлађи син, креирао је преосталу птицу, црну луњу.
Мбомбова ћерка, црни леопард, Цеце Бумба била је јако немирна и палила све с чиме је дошла у контакт. Мбомбо ју је протерао на небеса где је она постала муња. Због овога, народ који је Мбомбо креирао је остао без ватре, па их је он научио како да је креирају од дрвећа. Када је био задовољан својом креацијом, Мбомбо је отишао на небеса, а његов син, белокожац Локо Јима је постао владар свих људи. Жена креирана из прастарих вода, Нчиенге живела је на истоку, а њен први син Вото, постао је први краљ Куба народа. 

## Анализе мита
Француски научник Марсел Сорет је у својој књизи 'Les Congo nord-occidentaux' (срп. Северозападни Конго) упоредио мит креације Кубо народа са хришћанским креационим митом. Марсел тврди да је митологија Кубо народа и најпре њихов креациони мит (Исконски хаос, креација звезда, потом животиња, а затим и човека) можда настала када су Хришћани долазили у контакт са Кубо народом и другим културама централне Африке крајем 15. века.
Теофил Обенга, предавач на Центру за развој и истраживање афричких студија у Универзитету Сан Франциска, тврди да је креациони мит Кубо народа био инспирисан митологијом Египатског народа, а не митологијом хришћанства.
Колеџ Валенсија о миту тврди да је недостатак мајчинске фигуре доказ да је Бушонго народ постојао под патријархалним друштвом, и да је мит највероватније инспирисан египатским митом креације света. Мбомбоова бела кожа је највероватније била инспирисана бојом коже европских колонизатора који су у то време ступали у контакт са Бушонго народом.

## Прикази Бумбе у популарној култури
Мбомбо (под именом Бумба) се појављује у МОБА (Massive Online Battle Arena) видео игри Smite из 2013. године. У овој игри предмети Бумбина маска, Бумбин чекић, Бумбино копље и Бумбин нож су доступни играчу током игре. Ови предмети пружају бенефите играчу, као што су повећање мане или магичне моћи.